# Hakurei Seamount
Koordinaten: 62° 52′ S, 140° 49′ O
Der Hakurei Seamount ist ein Tiefseeberg in der D’Urville-See vor der Küste des ostantarktischen Adélielands. 
Namensgeber der vom Advisory Committee on Undersea Features im Juli 1999 anerkannten Benennung ist das japanische Forschungsschiff Hakurei Maru, mit dem zwischen 1990 und 1991 dieses Seegebiet detailliert vermessen wurde.